# Final Fantasy V
Final Fantasy V(яп. ファイナル ファンタジー V файнару фантадзі: файбу) — п'ята гра із серії Final Fantasy, випущена Square Co., Ltd. на Super Family Computer (Super Famicom) в 1992 році. Вперше гра вийшла в Північній Америці і Європі в складі колекції Final Fantasy Anthology для Sony PlayStation. Версія гри на SFC примітна тим, що була однією з перших JRPG, перекладеною фанатами на англійську мову в 1997 році. Пізніше, в 2002 році, Final Fantasy V була перевидана на Game Boy Advance в рамках компіляції Finest Fantasy for Advance.
Сюжет гри зосереджений на групі чотирьох незнайомих людей, які волею випадку об'єдналися разом, щоб зберегти кристали, що керують стихіями, які таємничим чином почали знищуватися один за одним. В ході пошуків розгадок вони стають Воїнами Світла. Як з'ясовується, за всім цим стоїть лиходій на ім'я Ексодес, який намагається звільнити себе з ув'язнення і хоче підпорядкувати собі силу Порожнечі. Четверо Воїнів Світла зосереджуються на цілі перемогти Ексодеса, перш ніж він погубить їхній світ.
Final Fantasy V була першою грою Super Famicom із серії Final Fantasy, де в японській версії використовувалися кандзі, в той час як в у всіх попередніх іграх використовувалися тільки катакана і хірагана, у зв'язку з тим, що на картриджах було недостатньо місця.
У 2013 році Final Fantasy V була перевидана для мобільних пристроїв. Ця версія гри була розроблена компанією Matrix Software, яка дала грі нову графіку. Однак крім цього, ця версія нічим не відрізняється від попередніх перевидань.
Існує також аніме Final Fantasy: Legend of the Crystals, випущене у форматі OVA, сюжет якого оповідає про події, що відбулися за 200 років після фіналу гри.

## Геймплей
Final Fantasy V являє собою традиційну японську рольову гру, тим не менше, окремі елементи геймплею з'являються в ній вперше.
Головною особливістю геймплею є поліпшена система професій, персонаж може освоїти більше двадцяти. Тут також присутня унікальна система розвитку персонажа, яка полягає в накопиченні очок можливостей (AP), які підвищують рівень професії і відкривають нові здібності, які заробляються поряд з очками досвіду. Ця система також дозволяє розвивати персонажа в різних напрямках, оскільки ряд здібностей можна «передати» іншому класові. Після виходу Final Fantasy V система професій не з'являлася аж до виходу Final Fantasy Tactics, після чого вона з'являється в Final Fantasy XI і Final Fantasy X-2.
Зміни торкнулися і системи Active Time Battle, яка тепер дозволяла бачити гравцеві, хто ходить наступним. У цій частині також вперше з'явилася Синя Магія, що пронесло нові елементи в бій.
Екіпіровка та магія (за винятком магії прикликання) вільно продаються в міських магазинах і купуються за гроші, одержувані в ході дослідження численних локацій. Крім магазинів у кожному місті присутні готелі, де можна відпочити, відновивши тим самим здоров'я і магію, а також різні неігрові персонажі, своїми репліками допомагають краще зрозуміти сюжет. Подорожувати світом можна як пішки, так і на птахах чокобо, літаючому драконі, повітряному кораблі або на борту підводного човна.
Крім основної сюжетної лінії в грі представлені деякі побічні квести, що дозволяють отримати кращу зброю, обладунки і т. ін. Final Fantasy V стала першою грою серії, де з'явилися секретні боси, які за силою на порядок перевершують фінального, і місця, пройти які потрібно за обмежений часовий проміжок, причому враховується навіть час, витрачений на битви. Якщо таймер приходить до нуля, гра відразу ж закінчується, аналогічно як і при загибелі всіх персонажів у битві. Залежно від того, які персонажі вижили в сутичці з останнім босом, варіюється закінчення гри.

## Сюжет

### Персонажі
Всього в грі п'ять ігрових персонажів. Перші чотири діють разом протягом більшої частини гри, поки один з них остаточно не замінюється п'ятим.
- Барц Клаузер (англ. Bartz Klauser, яп. バッツ・クラウザー Battsu Kurauzā) — шукач пригод і головний герой гри (він є першим, за кого відбувається гра і хто з'являється в партії найчастіше). Він стає мимовільним учасником пригоди, коли вирішує піти до місця падання метеорита зі своїм чокобо Боко, де він зустрічає Ленну.
- Ленна Шарлотта Тайкун (англ. Lenna Charlotte Tycoon, яп. レナ・シャルロット・タイクーン Rena Sharurotto Taikūn) — зустрічається з Барцом на місці падіння метеорита. Вона дочка короля Тайкуна. У західній версії на PlayStation її ім'я переклали як Рейна (англ. Reina).
- Галуф Хельм Бальдесіон (англ. Galuf Halm Baldesion, яп. ガラフ・ハルム・バルデシオン Garafu Harumu Barudeshion) — загадковий старий, який страждає на амнезію, якого Барц і Ленна знаходять без свідомості на місці падіння метеорита. По ходу сюжету гравець дізнається більше про нього і його минуле.
- Фаріс Шервіц (англ. Faris Scherwiz, яп. ファリス・シュヴィルツ Farisu Shuvirutsu) — піратка, з якою стикається партія, коли вони намагаються проникнути на борт її корабля. Спочатку видає себе за чоловіка. Як пізніше з'ясовується, вона тісно пов'язана з Ленною.
- Кріль Майер Бальдесіон (англ. Krile Mayer Baldesion, яп. クルル・マイア・バルデシオン Kururu Maia Barudeshion) — онучка Галуфа. Пізніше в грі вона займає його місце в партії. У фанатському перекладі її звуть «Сара».

### Історія
Історія починається з замку Тайкун, король якого готуватися піти в Храм Вітру. Причиною цього послужила дивна поведінка вітру, і король просить свою дочку Ленну стежити за королівством в його відсутність. Як тільки він прибуває на місце, Кристал Вітру розбивається, і вітер в усьому світі зупиняється. Помітивши це, Ленна відразу іде на пошуки батька. В цей же час пірати в морі помічають зміни, а якийсь старий поспішає до місця події на метеориті.
Метеорит падає недалеко від замку Тайкун. Свідком цього стає Барц Клаузер — самотній мандрівник, який подорожує зі своїм чокобо на ім'я Боко. Діставшись місця падіння, він виявляє і рятує Ленну, яка зазнала атаки гоблінів. Разом вони знаходять метеорит, поряд з яким зустрічають старого, якого звати Галуф. У розмові Ленна згадує Храм Вітру. Галуф каже, що йому треба туди потрапити, хоча він сам не знає навіщо. Барц відмовляється їхати з ними, але Боко змушує його передумати, і вони вчасно наздоганяють Ленну і Галуфа, на яких напало ще більше гоблінів. Барц приєднується до їхніх пошуків.
Незабаром вони помічають піратський корабель, який пливе за відсутності вітру. І хоча Ленна пропонує попросити піратів допомогти їм дістатися до потрібного місця, Галуф і Барц вирішують просто вкрасти корабель. Пірати на чолі зі своїм капітаном Фаріс ловлять їх на місці злочину і кидають за ґрати. Але на ранок Фаріс передумує і звільняє їх, щоб дізнатися чому Ленна має такий же кулон, як і в нього. Капітан погоджується поплисти до Храму Вітру. З'ясовується, що корабель пливе за допомогою ручного морського дракона на ім'я Сільдра.
У Храмі герої виявляють осколки кристала, які сяють і відзначають кожного одним з елементів: мужність/вогонь для Фаріс, відданість/вода для Ленни, надія/земля для Галуфа, вітер/палкість для Барца. Раптово з'являється король і повідомляє їм, що відтепер вони стали Воїнами Світла, які в силі протистояти Ексодесові, який і руйнує кристали. Осколки Кристала переходять до партії, тим самим даючи перший набір професій.
Найближчий кристал — Кристал Води в Велзі. Під час подорожі Ленна пояснює іншим, які можуть бути наслідки, якщо будуть знищені Кристали: природні сили перестануть впливати на світ, і планета стане непридатною для життя. Незабаром підтверджуються на корабель нападає монстр Карлабос. Хоч партії і вдається його здолати, він затягує Сільдру у вир, роблячи корабель некерованим. В кінцевому підсумку їх відносить до Кладовища кораблів. Пройшовши кілька затоплених поверхів герої зупиняються, щоб висушити одяг, однак Фаріс протестує. Під час нетривалої боротьби стає ясно, що Фаріс насправді дівчина. Шоковані Барц і Галуф розуміють її відмову і дають їй спокій. Діставшись до берега герої бачать своїх близьких, які насправді є ілюзією, створеною Сиреною. Барц бачить свою матір Стеллу, Ленна і Фаріс бачать короля Тайкуна, а перед Галуфом постає невідома дівчинка. Але Галуф ніяк не може згадати її і змушує друзів отямитися, після чого вони б'ються з Сиреною. Далі вони йдуть в місто Кавен, до якого дійшли чутки про дракона, якого помітили, коли він летів у бік Північної Гори. Партія вирушає туди, бажаючи дізнатися місцезнаходження короля.
Піднімаючись все вище і вище герої стикаються з подружньою парою мисливців — Магіссою і Форзом. Магісса стріляє в Ленну отруєною стрілою і намагається її викрасти. Фаріс кидається через урвище їй на допомогу, хоча вона ледь не зривається вниз, після чого Барц і Галуф кидають їй мотузку, щоб перебратися до неї. На вершині гори вони знаходять пораненого на ім'я Хайрю. Щоб вилікувати його, Ленна пробирається за драконячою травою через отруйні гірські квіти. Трава зцілює Хайрю, а він своєю чергою виліковує Ленну.
Далі Воїни Світла прямують в замок Тайкун. Вночі Ленна дає Фаріс знати, що вона знає про те, що вони сестри, однак Фаріс заперечує будь-який зв'язок між ними.
У місті Велз герої благають короля зупинити машину, яка підсилює силу Кристала Води. Але король відмовляється, посилаючись на те, що машина захищає і приносить процвітання королівству. В цей же час біля вежі Велза, де зберігається другий кристал, падає ще один метеорит. Король вирішує негайно туди вирушити, і партія йде слідом на ним. Наздогнавши його у вежі вони виявляють короля і його солдатів, які були переможені слоноподібною істотою Гарулою. На верхньому поверсі вони знаходять дивно одягненого солдата, який звертається до Галуфа «мій пан». Але бувши пораненим Гарулою, Галуф так нічого від нього і не дізнається. Воїни Світла перемагають чудовисько, але надто пізно, кристал вже не можна врятувати від руйнування. Вони отримують другий набір робіт прямо перед тим, як башта йде під воду. Раптово з'являється Сільдра і рятує їх, перш ніж померти.
Вчотирьох персонажі мандрують світом у спробах врятувати решту кристалів, але всі вони обертаються невдачею, і тоді на їх шляху з'являється Кріль Майер Бальдесіон, онучка Галуфа, завдяки якій до старого повертається пам'ять. З'ясовується, що він родом з паралельного світу, куди він і повертається разом з Кріль. Залишившись втрьох, Барц, Ленна і Фаріс, скориставшись допомогою інженерів Сіда і Міда, вирушають слідом. Після низки пригод героям нарешті вдається дістатися до замку Бал (Bal), правителем якого виявляється ніхто інший як Галуф. З'ясовується, що свого часу він був одним з Чотирьох Воїнів Світанку і воював зі злом пліч-о-пліч з батьком Бартца. Разом персонажі вирушають до мудрої Гідо (Ghido), черепахи, що живе в підводній печері, яка пояснює їм походження Ексодеса. Герої вирушають до лісу Мур, до стародавнього дерева, де знищують накладені печатки. У цей момент з'являється Ексодес, який отримав силу кристалів. На допомогу героям приходить Кріль на своєму драконі, однак Ексдес оточує її вогненним кільцем. Галуф виручає внучку і, використавши всі свої сили, бореться з Ексодесом, поки той не відступає. Від отриманих ран Галуф помирає на руках у друзів, передавши всі свої здібності Кріль.
Партія дістається в замок Ексодеса і перемагає його, проте три кристали при цьому руйнуються, і обидва світи зливаються в один. З'ясовується, що Ексодес знайшов силу Порожнечі, укладену в просторі між світами, і поглинає цілі міста і королівства. Тепер для того, щоб його перемогти, героям необхідно зібрати дванадцять легендарних зброй. Діставшись до самої Порожнечі, вони стикаються з Ексодесом, який прийняв свою справжню форму — дерева, захопленого злим духом. За підтримки чотирьох Воїнів Світанку і короля Тайкуна, героям вдається вижити в порожнечі і перемогти Ексодеса. Після цього ним оволодіває Порожнеча, перетворюючи на Нео-Ексодеса, готового знищити все суще, в тому числі і самого себе. Персонажі знову здобувають перемогу, остаточну цього разу, і знищеним кристалам повертається їх початкова форма. Таким чином в світі знову встановлюється порядок.

## Відгуки і популярність
Продажі оригінальної версії для Super Famicom склали 2,45 млн копій, у тому числі 2 млн було реалізовано за перші два місяці після релізу. Японська версія для PlayStation була продана тиражем приблизно 170 тисяч, вона ж у складі збірки Final Fantasy Collection піднялася до позначки в 400 тисяч і за підсумками 1999 року потрапила на тридцять перше місце японського ігрового чарту. Продажі версії для GBA в Японії за рік склали близько 260 тисяч. Відповідно до даних, опублікованими компанією в 2004 році, північноамериканський збірник Final Fantasy Anthology розійшовся кількістю в 364 тисячі копій. Японський журнал Famitsu дав грі 34 бали з сорока можливих і в 2006 році поставив її на п'ятнадцяте місце в списку найбільших ігор всіх часів.
Оскільки п'ята частина протягом багатьох років не мала офіційної англомовної локалізації, серед західних оглядачів вона довгий час залишалася непоміченою, і з цієї причини думки про оригінальну версію зустрічаються тільки в ретроспективних статтях, написаних через десятиліття після релізу. На думку порталу RPGamer, в Final Fantasy V спостерігається значний прогрес у порівнянні з четвертою частиною, поліпшені візуальне виконання, меню інтерфейсу і управління, але окремі елементи, такі як зайва частота випадкових зустрічей з монстрами, посередній звуковий супровід і блякла колірна палітра, псують загальне уявлення про гру, позбавляючи її високої оцінки. Редакція сайту 1UP.com зауважує, що на тлі відносно слабкого сюжету вигідно виділяється вдалий геймплей, особливо система професій, що дозволяє комбінувати здібності персонажів різних класів. З цією думкою погодилися і критики Allgame, окремо похваливши секретні сцени і можливість шукати різні заховані предмети. Сайт RPGFan називає її найгіршою частиною у всій серії, відзначаючи, проте, що сюжет все ж кращий, ніж у більшості рольових ігор того часу. У російському журналі «Країна ігор» п'яту частину назвали «тією вершиною, на якій закріпився серіал до приходу великих шостої, а потім сьомої частин».
Збірник Final Fantasy Anthology удостоївся змішаних відгуків, хоча журналісти, як правило, оцінювали його як єдиний продукт, не розділяючи дві вхідні в нього частини. GameSpot в рецензії цієї версії відзначає погано опрацьованих персонажів і клішований сюжет, крім того, на їх думку, переклад сценарію на англійську мову вийшов просто жахливим — за якістю він багато в чому поступається виконаної раніше фанатської локалізації. Як сказано в статті порталу IGN, графіка для PlayStation виглядає застарілою, але при цьому гра вражає цікавою системою професій і хорошою музикою. Позитивно про професії відгукнулися і в журналі Electronic Gaming Monthly, назвавши їх єдиною можливою причиною придбання п'ятої частини. Нерідко критики робили акцент на тривалих завантаженнях, пов'язаних з переходом від картриджів до CD-носіїв.
Пізня версія для Game Boy Advance, на відміну від попередніх релізів, була зустрінута оглядачами з великим піднесенням. У рев'ю на сайті GameSpot висловлено думку, що гра тепер виглядає краще, ніж будь-коли, і, якщо врахувати новий англійський переклад і велику кількість додаткового контенту, вона набагато краща в порівнянні з версією для PlayStation. На їх думку, попри передбачувані сюжетні ходи і непривабливих персонажів, сценарій Final Fantasy V Advance нічим не поступається багатьом сучасним рольовим іграм і тому заслуговує досить високої оцінки. З цим погодився і журнал Nintendo Power: «Якщо проходження версії для PlayStation нагадує рутинну роботу, то при переході на GBA за рахунок поліпшеного перекладу і цікавих доповнень ігровий процес перетворюється на справжні веселощі». У їхній статті це видання п'ятої частини охарактеризовано як «безумовно найкраща версія однієї з найкращих ігор в серії». Сайт 1UP.com назвав зроблений порт «залізобетонним», оскільки розробники виправили всі помилки Anthology і додали багато нового, сюжет при цьому, хоч і починається повільно, з часом набирає обертів і стає вельми цікавим.

## Аніме-сиквел
У 1994 році з дозволу Square студія Madhouse випустила аніме-сиквел до гри, що отримав назву Final Fantasy: Legend of the Crystals. Цей серіал, що видавався у форматі OVA на двох касетах VHS, складається з чотирьох серій по тридцять хвилин кожна і описує події в тому ж світі через двісті років. 1998 року за участю видавця Urban Vision мультфільм також був випущений в Північній Америці англійською мовою.
В аніме представлені абсолютно інші персонажі, сюжет не має прямого зв'язку з оригіналом, але при цьому в оповіданні присутні множинні відсилання до нього. Після двохсот років спокою над світом нависла нова загроза — могутній чаклун Детгіюнос вже захопив три з чотирьох магічних кристалів, з їх допомогою він збирається знайти абсолютну силу і взяти владу над усією людською цивілізацією. Головними героями виступають хлопчик на ім'я Претц, мотоцикліст, який орудує бомбами і мечем нодаті, і дівчинка Лінелі, починаюча прикликачка монстрів, яка є нащадком Барца, ключового протагоніста гри. Персонажі намагаються захистити кристал вітру, який вселився в тіло Лінелі, і повернути викрадені кристали вогню, землі і води, при цьому їм допомагає присутній у грі Мід, онук Сіда, який повернувся сюди у вигляді примари. Сеттінг практично ідентичний грі, проте є відмінності, наприклад, їздовий птах чокобо тут не має пір'я.
Мультфільм удостоївся змішаних відгуків з боку преси. Так, оглядач IGN зазначив, що «Легенда кристалів», хоч і є першим в історії Final Fantasy сиквелом, навряд чи припаде до смаку шанувальникам серії — анімація посередня, а комедійні й драматичні елементи практично непомітні. Видання T.H.E.M. Anime Reviews у своїй рецензії охрестило аніме найслабшим проявом серії, назвавши кінцівку затягнутою, а головного антагоніста — розчаровуючим. Оглядач Animefringe теж розкритикував спробу перетворити «Останню фантазію» в повнометражне кіно, заявивши, що історія аніме «висмоктана з пальця». Попри це, сайт GameSpot поставився до продукту позитивно, похваливши простоту подачі сюжету і відмову від думки принести сюди абсолютно всі традиційні для серії елементи. У журналі EX анімацію схарактеризували «гідною» і згадали вдале англійське дублювання, з яким персонажі говорять дійсно правдоподібно.